# Dante del Águila
Dante del Águila Reátegui (Iquitos, 21 de junio de 1985) es un actor, profesor de teatro, dramaturgo, director de escena y músico peruano, que ha participado en producciones teatrales, cinematográficas y televisivas en su país.

## Biografía
Del Águila estudió la carrera de ciencias de la comunicación. Se formó en la actuación en el Grupo MATUS y posteriormente, en la asociación cultural Diez Talentos de la mano del actor Bruno Odar. Adicionalmente, participó en los talleres de teatro de Alberto Ísola y viajó a México para desarrollarse en el ámbito internacional en la escuela actoral de Luly Rede. Vivió por algunos años en los Estados Unidos por motivos laborales.
Comenzó su carrera artística en 2008, como actor de teatro. En los años 2010, logró incluirse en los repartos centrales y principales de las obras Las aventuras de la capitana Gaspacho, A pies descalzos vamos e Historias para ser contadas.
En el año 2013, participó en el cine peruano dentro del reparto secundario de las cintas Cuchillos en el cielo del cineasta Chicho Durand y al año siguiente, El vientre de Daniel Rodríguez Risco, bajo el papel de Juan. Como músico, fue miembro de la banda de música fusión de cumbia peruana y hip-hop De Noche Salgo durante el periodo 2009-2013, con el cual ha lanzado el sencillo musical «La niña».
En el año 2015, se une a los repartos de las ficciones de teatro Las cuatro comadres y Más vale solo. Seguidamente participó en la obra teatral Bajo la batalla de Miraflores en 2015 como Francisco Orellana en el reparto principal.
En el año 2019, fue parte del elenco central de la obra Jauría, bajo la dirección de Jesús Neyra y la dramaturgia de Julia Thays. Al año siguiente, asume el protagónico de la obra virtual Afuera junto a Mayella Lloclla, contando con Ximena Aguilar y Jorge Bardales en la dirección general.
En el año 2022, fue protagonista de la obra de drama Carne quemada, bajo el papel del periodista Joe Stone.
En el año 2023, fue coprotagonista de la obra cómica peruana Afuera junto a los actores Daniela Núñez, Yamile Caparó, Fernando Pasco y Marcos García-Tizón, contando con la dirección general de Jorge Bardales.
Al año siguiente, se une al reparto central de la ficción del mismo formato Brotherhood, estrenada en el Teatro Alianza Francesa. Durante el periodo 2023-2024, se une los elencos centrales de la obra deportiva Barrunto junto a otros actores como Gustavo Borjas, Jorge «Coco» Gutiérrez y Fiorella Luna, y la ficción María Pizarro: He aquí el amor de la dirección de Rocío Limo, como Martín, un monje de un convento.
Fue parte del reparto principal del musical La Mariscala en 2024, asumiendo el papel del libertador Simón Bolívar. En ese mismo año, fue protagonista de la obra de suspenso y misterio Simón, interpretando al asesino en serie Simón Wayne, quien fue preso por asesinar a 56 mujeres, siendo estrenada en el Teatro Mocha Graña. Gracias a su interpretación, le valió una nominación de los Premios El Oficio Crítico en la categoría «Mejor actor de drama».
Se incursiona como director de teatro en el año 2023, asumiendo la dirección general de la comedia Sobre el contacto con extraterrestres.
En el año 2025, asume el protagónico de la obra teatral Juego de roles, bajo el personaje de Carlos, quien se desempeña como dramaturgo que no pudo terminar de concluir su obra. En la dicha producción, compartió escena con Gianni Chichizola, María del Carmen Sirvas y Gia Rosalino en el reparto estelar.

## Filmografía

### Teatro
- La abogada de los necios (2008-2009), reparto principal y debut actoral.
- Las aventuras de la capitana Gaspacho (2010s), reparto principal.
- A pies descalzos vamos (2010s), reparto principal.
- Historias para ser contadas (2010s), reparto principal.
- Romeo y Julieta (2013), Teobaldo Capuleto (reparto central).
- Las cuatro comadres (2015), reparto central.
- Más vale solo (2015), reparto principal.
- Bajo la batalla de Miraflores (2015), Francisco Orellana (reparto central).
- Lima Laberinto XXI (2015), «Sin Nombre» (reparto central).
- Jauría (2019), reparto principal.
- La venganza de los desheredados (2019), protagonista.
- Sexo en grupo (2019), protagonista.
- Afuera (2020), protagonista.
- Solteras (2020), coprotagonista.
- Miguel (2020), protagonista.
- Casi a las doce (2021), Saúl (reparto central).
- Historia de una muda (2022), reparto principal.
- Carne quemada (2022), Joe Stone (protagonista).
- Afuera (2023), coprotagonista.
- Barrunto (2023), reparto central.
- Sobre el contacto con extraterrestres (2023), director general.
- La Mariscala (2023-2024), Simón Bolívar (reparto central).
- La Mariscala: El musical (2024), Simón Bolívar (reparto central).
- ¿Quién mató al dramaturgo? (2024), dramaturgo y director.
- Simón (2024), Simón Wayne (protagonista).
- Brotherhood (2024), reparto central.
- María Pizarro: He aquí el amor (2024-2025), Martín (reparto central).
- Madre (2024), protagonista.
- Juego de roles (2025), Carlos (protagonista).
- ¿Por qué tienes que ser hombre? (2025), director.
- Socios de la conquista (2025), director.
- Aquí no está Dios (2025), director.

### Cine
- Cuchillos en el cielo (2009), reparto secundario.
- El vientre (2014), Juan (reparto principal).
- Macho peruano que se respeta (2015), reparto principal.
- No estamos solos (2016), reparto central.
- Aj Zombies! (2017), Zombie Micro (reparto secundario).
- Yuraq (2019), reparto principal.
- Las moscas (2019), Pablo (reparto central).
- Django: En el nombre del hijo (2019), reparto secundario.
- Rómulo y Julita (2020), Royer (reparto principal).
- El barbero (2021), el Novato (protagonista).
- Todo de mí (2022), reparto central.
- Islandia (2023), Capitán Seminario (reparto central).
- La erección de Toribio Bardelli (2023), reparto secundario.

### Televisión
- Avenida Perú (ATV; 2013), Juan José «Juanjo» Amasifuén (reparto principal).
- Goleadores (Frecuencia Latina; 2014), «el Perro» Amaya (antagonista reformado).
- Amor de madre (América Televisión; 2015), «Fico» (reparto recurrente).
- Colorina (América Televisión; 2017-2018), Jonathan Sánchez Puccio (reparto central).
- Mi esperanza (América Televisión; 2018), Comandante Suárez (reparto recurrente).
- Llauca (Latina Televisión; 2021), reparto central.
- Perdóname (América Televisión; 2023), reparto recurrente.
- Los otros Concha (América Televisión; 2024), Doctor (reparto recurrente).
- Luz de esperanza (América Televisión; 2024), Doctor (reparto recurrente).
- La rosa de Guadalupe Perú (América Televisión; 2025), protagonista.
- Eres mi sangre (América Televisión; 2025), Sánchez (reparto recurrente).

### Serie web
- Miitiin: Homeoffice (2019-2020), Démocles (reparto central).